# Sultan Shah Jahan

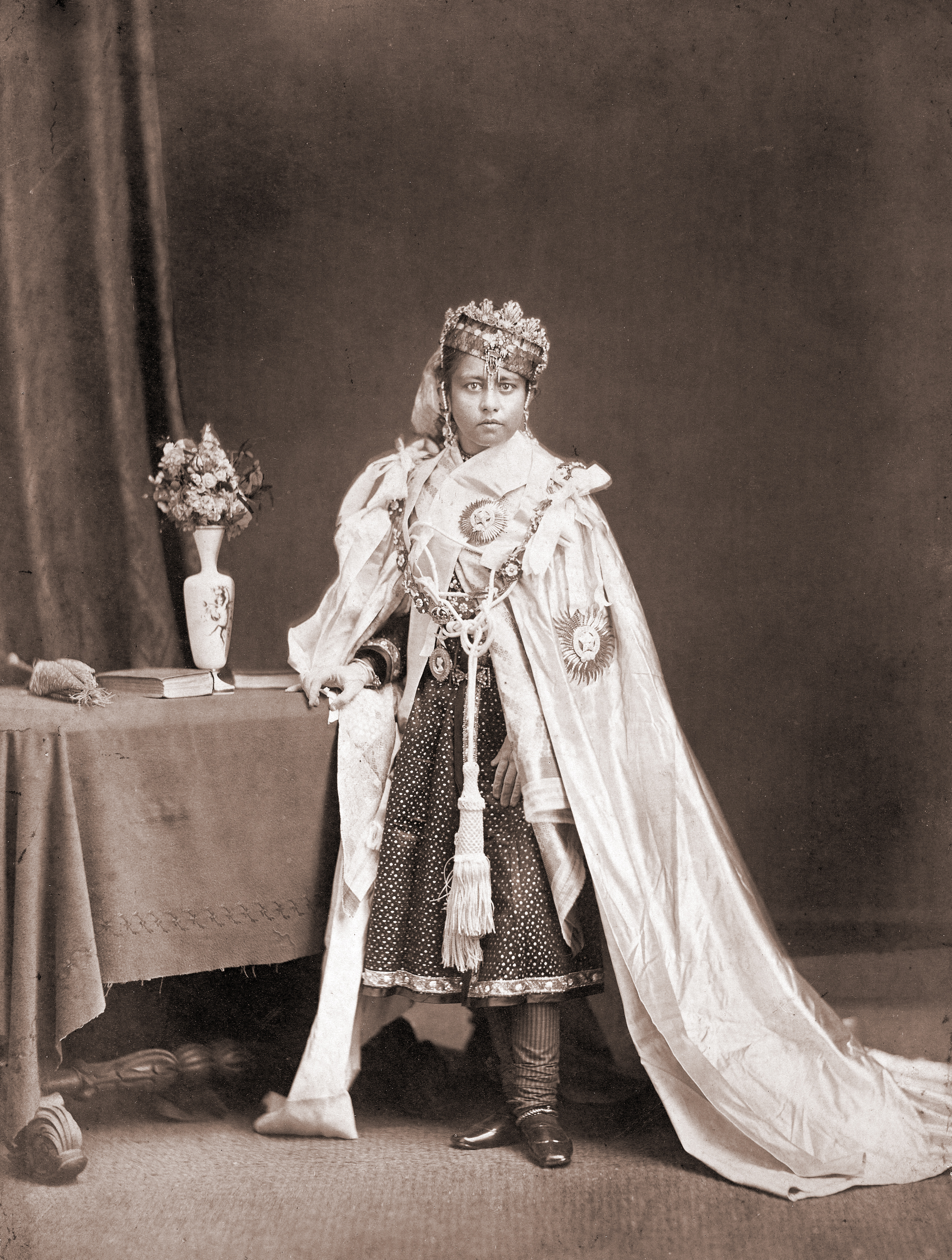
Sultan Shah Jahan Begum

Sultan Shah Jahan Begum (* 29. Juli 1838 in Islamnagar; † 16. Juni 1901 in Bhopal) war Herrscherin des Fürstenstaates Bhopal.

## Leben
Sikandar Jahan Begums Tochter und seit 1868 Nachfolgerin Sultan Shah Jahan Begum war begeistert von Architektur, so wie der namensgleiche Mogul-Herrscher Shah Jahan. Sie errichtete eine ausgedehnte Kleinstadt, die nach ihr Shahjahanabad genannt wird. Sie erbaute sich ebenfalls einen neuen Palast – Taj Mahal (nicht zu verwechseln mit dem Taj Mahal in Agra). Viele weitere schöne Gebäude – Ali Manzil, Amir Ganj, Barah Mahal, Ali Manzil, Benazir-Komplex, Khawasoura, Mughalpura, Nematpua und Nawab Manzils wurden in ihrer Regierungszeit errichtet. Noch heute kann man die Ruinen des Taj Mahal sehen. Barah Mahal und Nawab Manzil haben ebenfalls der Zeit widerstanden.
1872 wurde sie als Knight Grand Commander in den Order of the Star of India aufgenommen.
In Woking ließ sie die erste Moschee Englands bauen, die nach ihr benannte Shah-Jahan-Moschee. 
Während ihrer Regentschaft, im Jahr 1900, führte das vollständige Ausbleiben des Monsunregens zu einer schweren Hungersnot in Bhopal.